# Knapp Verlag
Der Knapp Verlag ist ein 2005 gegründeter Schweizer Buchverlag. Er entstand aus dem von Thomas Knapp gegründeten Verlag Textwerkstatt heraus, der Bestseller zum Burnout herausgab.
Die Reihe «Solothurner Klassiker» widmet sich vergessenen Autoren aus dem Kanton Solothurn; in ihr sind unter anderem Werke von Olga Brand, Hans Derendinger, Alfred Hartmann, Joseph Joachim, Cécile Lauber, Felix Moeschlin, Otto Walter und Bernhard Wyss erschienen.
In der belletristischen «Perlen-Reihe» erschienen im Verlag unter anderem Werke von Hanspeter Betschart, Bänz Friedli, Frölein Da Capo, Peter Probst, Wolfgang Bortlik, Thomas C. Breuer, Alex Capus, Franz Hohler, Ulrich Knellwolf, Simon Libsig, Perikles Monioudis, Emil Steinberger (Fusion mit Edition E), Rhaban Straumann und Franco Supino.
2014 war er der einzige Verlag des Kantons, der an der Frankfurter Buchmesse teilnahm.